# 鸟类鸣声
鸟类鸣声包括鸣叫（call，也称叫声）和鸣唱（song，也称歌声），是由鸟类鸣管发出的声音，鳥類中除了燕雀目能夠鳴唱以外，其餘的種類皆使用鳴叫。鸣叫相对短促、简单，一般用于通讯、警戒和亲子识别，一般全年不论雌雄均可鸣叫；鸣唱相对复杂，一般用于保卫领地、求偶和配偶识别，多见于繁殖季节，许多鸟类只有雄性能够鸣唱，但部分鸟类雌雄均可鸣唱。

## 鳴唱
鳥類鳴唱，相較於鳴叫，時間較長。在雀形目以及鸚鵡中，鳴唱主要透過社會學習而得，其他鳥類則不需學習就能發展出所屬物種的獨特鳴唱。歌曲通常可以定義出音節（syllable）和音符（note），音節由多個音符所組成。音節排序的不同造成歌曲上的變化，增加鳥類所能歌唱的樂曲多樣性。
鳴唱的功能有求偶與維護自身領地，在繁殖季節中，雄性鳥類利用鳴唱吸引異性。

## 鳴叫
比鳴唱更為簡單且短促，相較於鳴聲有著固定的組成與歌唱模式，鳴叫多出了許多不確定性，會根據環境的不同而出現變化，提供了更多的多樣性。鳴叫聲可用於溝通、乞食、警告...... 等等，不管是雌性或是雄性皆會發出鳴叫聲。
與人類相似的是，鳥類鳴叫是可以透過學習的而且具有語法，從鳴叫的音符序列中提取出的不同音符組合分別代表不同的意義。

## 人類文化
古今中外的文章中，人類利用各種狀聲詞來模擬鳥類鳴聲。
中國古詩當中記載了許多鳥類的擬聲詞，例如「關關」出自《詩經•周南•關雎》：「關關雎鳩，在河之州。」、「啾啾」出自《木蘭詩》：「不聞爺孃喚女聲，但聞燕山胡騎聲啾啾。」、和「間關」出自唐詩《幽懷》：「間關鶯語花底滑，幽咽泉流水下灘。」
英語常用的鳥類擬聲詞通常根據鳥類種類不同而有所變化，例如烏鴉「croak」、雞「cackle」 、鴿子「coo」